# Всесвітня база даних природоохоронних територій
Всесві́тня ба́за да́них природоохоро́нних терито́рій (англ. World Database on Protected Areas, WDPA) — найбільше зібрання інформації щодо природоохоронних зон, зокрема й морських. На вересень 2020 року містила понад 260 000 записів щодо 245 країн та територій світу. Є спільним підприємством UN World Conservation Monitoring Centre (UNEP-WCMC) і Всесвітньої комісії з природоохоронних територій (WCPA) Міжнародного союзу охорони природи (МСОП).
Дані для WDPA надають інші міжнародні організації, уряди та неурядові організації. Роль піклувальника виконує Програма з природоохоронних територій (Protected Areas Programme) UNEP-WCMC, що базується в Кембриджі, яка розміщує базу даних з моменту заснування 1981 року. У жовтні 2010 року UNEP-WCMC запустила вебсайт Protected Planet, що надає доступ до даних через інтернет.